# Сражение при Фелинггаузене
Сражение при Фелинггаузене (нем. Vellinghausen, она же Fellinghausen, Villinghausen, Willinghausen, в 50 км к югу от Мюнстера, 12 км на восток от Хамма) состоялось 15—16 июля 1761 года во время Семилетней войны между союзной армией (Пруссия, Великобритания и их немецкие союзники) под командованием Фердинанда, принца Брауншвейгского и объединёнными силами двух французских армий (принца Субиза и герцога де Брольи), продолжившееся два дня и завершившееся, несмотря на численное превосходство, поражением французов.
В июле 1761 года две французские армии маршалов герцога де Брольи и принца Субиза встретились с целью захвата города Липпштадта. Там их поджидали союзные войска под командованием принца Брауншвейгского.
Союзники (пруссаки, британцы, немцы) расположились вдоль ряда холмов. Справа от них была река Липпе и река Ахсе в центре. Французская армия наступала 15 июля, и войска Брольи продвигались вперед против немецких войск под командованием Вутгинау. Однако британские войска под командованием Грэнби к югу от Вутгинау удержали свои позиции, и французское наступление застопорилось. Той ночью прибыло подкрепление для обеих сторон, и Фердинанд усилил свой левый фланг за счет правого.
На следующее утро герцог де Брольи продолжил атаку на левый фланг союзников, ожидая, что принц Субиз атакует ослабленный правый фланг союзников. Однако Субиз приказал провести лишь несколько небольших атак против противника, отчасти из-за того, что оба французских командира были одного ранга и не хотели подчиняться приказам друг друга. 

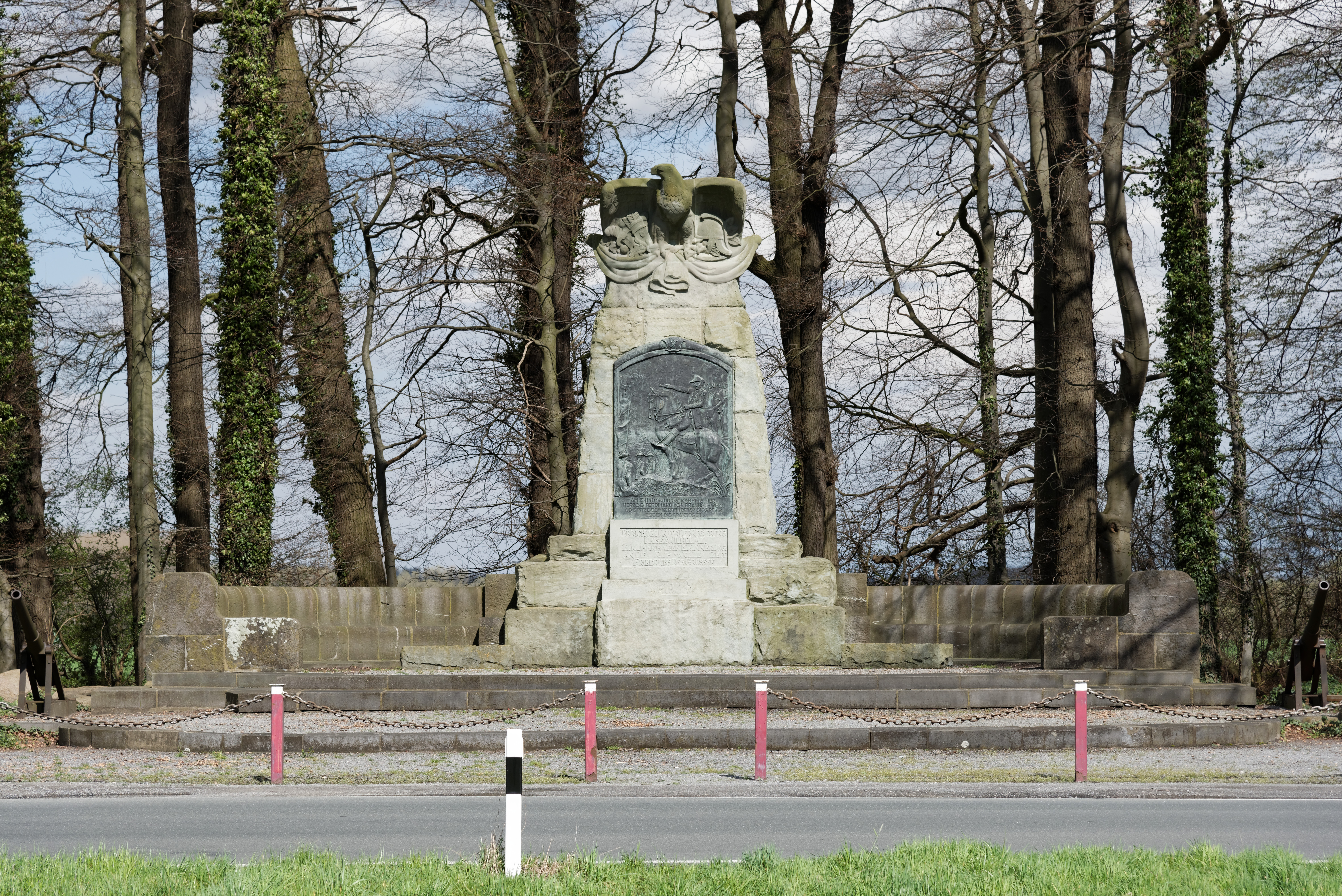
Памятник в честь сражения.

Подкрепление союзников под командованием Вольфа вскоре прибыло вдоль реки Липпе. Это позволило принцу Брауншвейгскому атаковать французский фланг и остановить наступление де Брольи. Брольи попытался остановить атаку союзников резервом, но был отбит огнём артиллерии во фланг и приказал оставить деревню Феллинггаузен. К полудню французы полностью отступили, и битва закончилась.
Особенности местности, малопригодной для действий кавалерии, не позволили принцу Брауншвейгскому организовать эффективное преследование разбитого противника, что и спасло французов от полного разгрома. Ответственность за неудачу де Брольи и де Субиз сваливали друг на друга.
Новости о победе вызвали эйфорию в Британии и побудили Уильяма Питта занять гораздо более жесткую позицию в продолжающихся мирных переговорах с Францией. Несмотря на поражение, французы по-прежнему имели значительное численное превосходство и продолжали наступление, хотя две армии снова разделились и действовали независимо друг от друга. Раздоры среди командующих парализовали французскую армию на весь остаток кампании 1761 года.